# Décembre 1965

## Évènements
- 4 décembre - 18 décembre : mission spatiale Gemini 7, à bord Frank Borman et James Lovell font partie du premier rendez-vous spatial de l'histoire avec Gemini 6.
- 5 décembre, France : participation massive des électeurs à l’élection présidentielle (85 %). Le général de Gaulle est mis en ballottage avec 43,71 % des voix par François Mitterrand (32,23 %) au premier tour.

- 8 décembre : clôture du concile Vatican II par le pape Paul VI[1].
  - Paul VI proclame le principe de la collégialité entre les évêques et le pape, ce dernier continuant à bénéficier d’une supériorité juridictionnelle. Dans sa constitution Gaudium et spes, l’Église reconnaît ses erreurs passées, prône un développement économique au service de l’homme, condamne la guerre et prêche une fraternité universelle ; elle réaffirme son attachement à la sainteté du mariage et de la famille, ainsi qu’au droit de propriété.
  - Elle se tourne vers les autres religions, reconnaît qu’elle n’est pas la seule à détenir la vérité, revendique la liberté religieuse pour tous, dénonce l’antisémitisme et innocente les Juifs, pris collectivement, de la mort du Christ. Le dialogue inter-religieux fait l'objet de la déclaration Nostra Ætate de Paul VI le 28 octobre 1965.
  - La liturgie est modifiée, en particulier la mention de « peuple déicide » concernant les juifs est supprimée ; le latin est abandonné ; le prêtre dira la messe en langue vernaculaire, face à la foule.
  - Les ecclésiastiques sont admis à la retraite à 75 ans. La Curie est réformée ; la secrétairerie d’État y joue un rôle dominant. Le Saint-office est remplacé par une Congrégation pour la doctrine de la foi et l’Index est supprimé.

- 9 décembre : Nikolaï Podgorny devient président du Præsidium du Soviet suprême.
- 15 décembre - 16 décembre : mission spatiale Gemini 6, à bord Walter Schirra et Thomas Stafford font partie du premier rendez-vous spatial de l'histoire avec Gemini 7.

- 19 décembre, France : Charles de Gaulle est réélu président de la République, au second tour seulement, avec 54,5 % des voix contre 45,5 % à François Mitterrand.

- 30 décembre (Philippines) : Ferdinand Marcos, le candidat du Parti nationaliste, remporte l’élection présidentielle[2] et inaugure deux décennies de pouvoir chaque jour plus autocratique et corrompu (fin en 1986).

- 31 décembre : coup d'État militaire en Centrafrique : Jean-Bedel Bokassa prend le pouvoir.

## Naissances
- 3 décembre : Waldo L. Parra, avocat, professeur de droit et écrivain chilien.
- 3 décembre : Guillaume Ancel, ancien officier et écrivain français.
- 9 décembre : Ariane Massenet, journaliste et animatrice de télévision française.
- 12 décembre : Kay Gottschalk, homme politique allemand.
- 18 décembre : 
  - Sebastian Grigg, homme politique britannique.
  - Brian Walton, coureur cycliste canadien.
- 22 décembre : Sergi López, acteur espagnol.
- 28 décembre : Dany Brillant, chanteur et acteur français.
- 29 décembre : Dexter Holland, chanteur américain et guitariste du groupe punk The Offspring.
- 31 décembre : 
  - Gong Li, actrice chinoise.
  - Nicholas Sparks, écrivain américain, auteur de romans.

## Décès
- 8 décembre : André Rosseel, coureur cycliste belge (° 23 novembre 1924).
- 16 décembre : Somerset Maugham, écrivain britannique.
- 21 décembre : Claude Champagne, compositeur et pédagogue canadien (° 1891).